# 吐尔洪乡
吐尔洪乡，是中华人民共和国新疆维吾尔自治区阿勒泰地区富蕴县下辖的一个乡镇级行政单位。

## 行政区划
吐尔洪乡下辖以下地区：
霍孜肯村、达尔肯村、吉格尔拜村、喀拉奥依村、塔斯托别村、康阔勒特克村、托普铁列克村、吐尔洪村、拜依格托别村、阔克铁热克村、克孜勒塔斯村、喀拉吉拉村、乌亚拜村、阔斯阿热勒村、阿克哈仁村、阔克塔勒村和托留拜克孜勒村。